# Gospatrick II de Dunbar
Gospatrick  ou Gospatric II de Lothian († 22 août 1138) grand seigneur dont les domaines sont situés à la frontière entre le royaume d'Écosse et le royaume d'Angleterre qui est à l'origine de la lignée des comtes de Lothian dits ensuite comtes de Dunbar.

## Origine
Gospatrick ou Gospatric  est apparemment le plus jeune des fils du comte Gospatrick de Northumbrie qui fuit en Écosse en 1072 et qui reçoit des domaines dans le Lothian du roi Malcolm III d'Écosse. On sait peu de chose de sa vie.

## Comte de Lothian?
La première mention le concernant est de l'année 1120 quand il devient pour la première fois le témoin de nombreuses chartes écossaises entre 1120 et 1134, où il est très rarement nommé « earl ou comte » mais  qu'au contraire il est toujours mentionné comme « Gospatric, le frère de Dolfin » et que même son sceau porte cette inscription.
Dans l'une de ses propres chartes datée de 1124/1138, Gospatric se dit lui-même « Earl Gospatric, frère de  Dolfin », alors que dans une charte de David Ier d'Écosse datée d'environ juin 1138, il apparaît comme  « Comte  Gospatric ».  L'absence du titre de comte dans la plupart de ces documents est déroutant. En effet, il a parfois conduit à la supposition qu'il n'a pas été  comte de Lothian, cette charge étant tenue par son frère Dolfin.  Une telle conclusion n'est cependant généralement pas retenue, et il se peut que Gospatric ne reçoive le Lothian que vers 1134, ce qui expliquerait pourquoi il n'est appelé comte que dans les chartes datées d'entre 1134 et 1138.

## Un seigneur transfrontalier
En Northumbrie, le statut Gospatrick est un peu mieux attesté. Au début de 1136, immédiatement après la mort d'Henri Ier, le roi Étienne d'Angleterre confirme la donation de son prédécesseur à Gospatric de Beanley et lui octroie d'autres terres en Northumbrie, avec au moins quatorze manoirs.  Le service à fournir en contrepartie n'a pas été précisé, mais un document de 1212  déclare que la baronnie avait été établie au temps du roi Henri pour « inborh et utborh », ce qui suggère que le comte de Lothian, plus tard comte de Dunbar, est considéré comme nécessaire au règlement des différends frontaliers, et que ces donations représentent une tentative d'Henri Ier pour mieux maîtriser la région frontalière entre son royaume et l'Écosse. Il ne fait aucun doute que son statut de seigneur de Beanley et de comte de Lothian, place Gospatrick aux premiers rangs des propriétaires fonciers transfrontaliers.
Gospatrick II a clairement aussi bénéficié d'une position élevée dans le royaume d'Écosse, comme en témoigne l'apparition de son nom dans les listes de témoins des actes royaux, mais il a aussi trouvé grâce auprès de Henri Ier d'Angleterre. Son statut dans le nord est significatif dans deux autres contextes. Le premier est la réapparition d'« Anglo-Saxons » dans des fonctions de dirigeants dans le nord pendant la période comprise entre 1100 et 1135, une particularité remarquable du règne de Henri Ier, le second est le fait que, du point de vue au moins du sud de la frontière, avec l'Écosse, Gospatrick doit être considéré comme l'un des « hommes nouveaux » d'Henri Ier dans le nord.
Les bienfaits dispensés par Gospatric à l'église témoignent d'une piété conventionnelle, mais sont inférieurs à sa condition de grand propriétaire terrien dans deux royaumes. Sa seule donation à un monastère anglais est celle de l'église d'Edlingham à l'abbaye de St Albans, bien qu'il ait doté également Edrom et Nesbit deux églises liées au prieuré de Coldingham, une dépendance de l'église de Durham. En Écosse, Gospatrick est un bienfaiteur de l'église de St Nicolas de Home dans le Berwickshire.
Gospatrick est probablement mort lors de la bataille de l'Étendard  à Cowton Moor, au nord de Northallerton, le 22 août 1138. Henri de Huntingdon enregistre dans sa chronique que le « chef des hommes de Lothian » a été frappé par une flèche et est tombé au combat à la tête d'un contingent de troupes. Il était certainement mort de 16 août 1139, lorsque le roi David Ier d'Écosse confirme l'une de ses donations à Coldingham, donnant aux moines les terres que Gospatric avait tenues de « le jour où il était vivant et mort ». Le lieu de sa sépulture est inconnu.

## Union et postérité
Avec une femme inconnue Gospatric a quatre fils et une fille:
- Gospatrick III, qui succède à son père comme comte de Lothian,
- Adam, Edward, Edgar, qui reçoivent généreusement des terres dans le nord de l'Angleterre et dont deux sont à l'origine de grandes familles locales.
- Juliana épouse de  Ranulf de Merlay, seigneur de Morpeth. le couple plus tard, en 1138 ou 1139, fonde pour les cisterciens l'Abbaye de Newminster.

## Sources
- (en) Andrew McDonald « Gospatric, first earl of Lothian (d. 1138) », Oxford Dictionary of National Biography, Oxford University Press, 2004.
- (en) Richard Oram Domination and Lordship. Scotland 1070-1230 The New Edinburgh History of Scotland III. Edinburgh University Press, (Edinburgh 2011)  (ISBN 9780748614974).